# Burchtstraat (Nijmegen)
De Burchtstraat is een weg in het centrum van de Nederlandse stad Nijmegen die van de Grote Markt naar het Valkhof (Kelfkensbos) loopt. De straat scheidt de Benedenstad van de rest van de Nijmeegse binnenstad, de Bovenstad. 
De Burchtstraat is sinds het einde van de 19e eeuw een van de belangrijkste winkelstraten in het stadscentrum.
Aan de Burchtstraat staat onder meer het oude stadhuis, dat dateert uit de 16e eeuw. Er zijn nog meerdere andere historische panden gelegen, hoewel een groot deel hiervan vooral sinds de Tweede Wereldoorlog is verdwenen. 

## Geschiedenis
De straat wordt rond 1370 voor het eerst vermeld, maar is veel ouder. De straat bestond al in de Romeinse tijd, en was mede in gebruik als begraafplaats. De straat lijkt in gebruik te zijn gebleven in de vroege middeleeuwen, toen na het definitieve vertrek van de Romeinen het gebied grotendeels verlaten was. Aan de Burchtstraat zijn voorwerpen zoals potten uit de 5e eeuw aangetroffen, evenals een laat-Romeins grafveld. Er is ook een loden grafkist aangetroffen met daarin hede overblijfselen van een vermoedelijk rijke vrouw, bekend als de 'Loden Lady'.
De straat was gedurende lange tijd waarschijnlijk de belangrijkste verbinding tussen de hiervoor genoemde burcht en de Stevenskerk, dus tussen het Valkhof en het echte stadscentrum. 
In 1639 duikt de naam Borchstraet op, tien jaar later als Burgh straet. De naam van de straat verwijst naar de burcht die van de 11e tot en met de 18e eeuw aan het Valkhof stond. 

### 19e eeuw
Sinds 1880 ontwikkelde de Burchtstraat zich tot een winkelstraat. Het werd een belangrijk deel van de hoofdlooproute in het winkelcentrum, en is dat ook nu nog.
De straat was oorspronkelijk opgedeeld in twee kleinere straten. De Korte Burchtstraat (naar schatting uit 1424) liep eerst vanaf de Grote Markt tot aan de bocht met de voormalige Lange Nieuwstraat (bij het stadhuis). Vandaaruit liep de Lange Burchtstraat verder door naar het Valkhof. De Lange Burchtstraat was ongeveer 15 meter breed, de Korte Burchtstraat was met 10 meter wat smaller.

### Tweede Wereldoorlog
Tijdens de Tweede Wereldoorlog werden de Korte en Lange Burchtstraat beide zwaar getroffen bij het bombardement op 22 februari 1944, dat een aanzienlijk deel van de Nijmeegse binnenstad verwoestte. Aan de Korte Burchtstraat bleef vrijwel niets van de bebouwing gespaard. Aan de Lange Burchtstraat 24 stond tot aan dat moment het Klooster Saint Louis, waar 8 zusters van de Sociëteit van Jezus, Maria en Josef (JMJ) en 22 van de 24 kleuters van de Montessorischool omkwamen. Ter nagedachtenis aan hen staat aan de Begraafplaats Daalseweg nu een kapelletje.

### Wederopbouw
In het kader van de Wederopbouw werden twee voornoemde straten in 1950 samengetrokken tot één nieuw geheel, voortaan kortweg de Burchtstraat genoemd. De nieuwe straat is ook overal ongeveer even breed gemaakt, behalve bij de plek waar een vestiging van kledingzaak Peek & Cloppenburg was. De aangrenzende Lange Nieuwstraat is na de oorlog hernoemd tot Korte Nieuwstraat, dit is nu een zijstraat van de Burchtstraat bij het stadhuis.  In 1958 werd er ook nog een stuk tussen de Mariënburgsestraat en de Hertogstraat bij de Burchtstraat gevoegd.
De bebouwing aan de – voorheen dus Korte en Lange – Burchtstraat is na de oorlog grotendeels vervangen. In opdracht van Modemagazijnen Gebroeders Gerzon werd er in 1955 een geheel nieuw winkelpand neergezet. De architecten Johannes Antonius Lelieveldt en W.Th. Reijnen werkten hiervoor samen.

## Monumenten
De Burchtstraat heeft een aantal monumenten en andere bezienswaardigheden:
- De Gedeputeerdenplaats, inclusief plaquettes
- Het stadshuis is een rijksmonument.
- Veel (voormalige) woonpanden zijn tegenwoordig gemeentelijk monument. Een bewaard gebleven woonhuis van natuursteen uit ca. 1840 van Pieter van der Kemp is een voorbeeld van het neoclassicisme, wat in Nijmegen vrij uniek is. De Amsterdamsche Bank (later AMRO) had hier gedurende enkele tientallen jaren een kantoor.[7]
- Het pand aan Burchtstraat 3 is voorzien van reliëfs gemaakt door Jac Maris.
- Het Maelwael Van Lymborch Huis

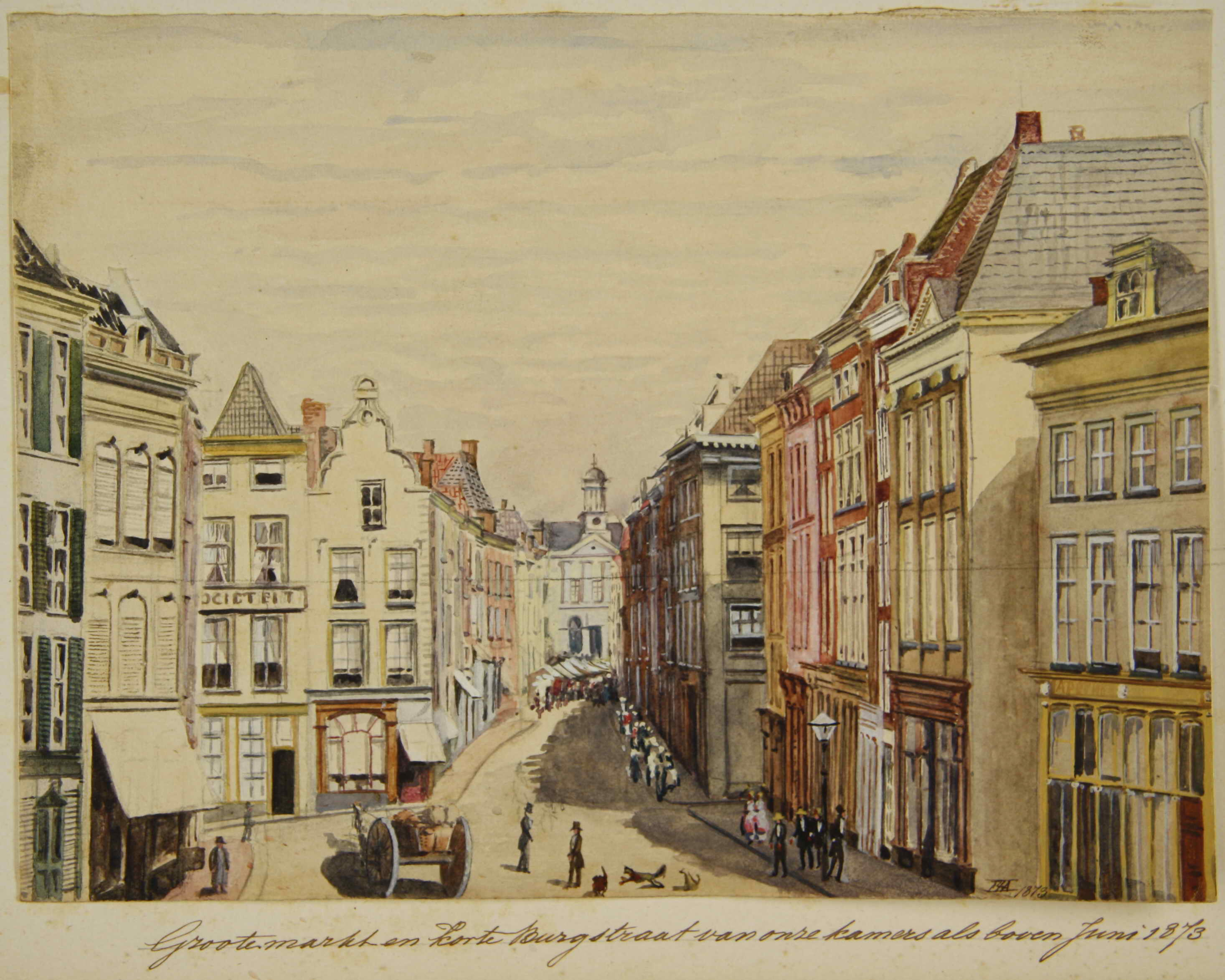
Korte Burchtstraat in 1873. Op de achtergrond is de in 1935 afgebroken eerste Stadsschouwburg te zien
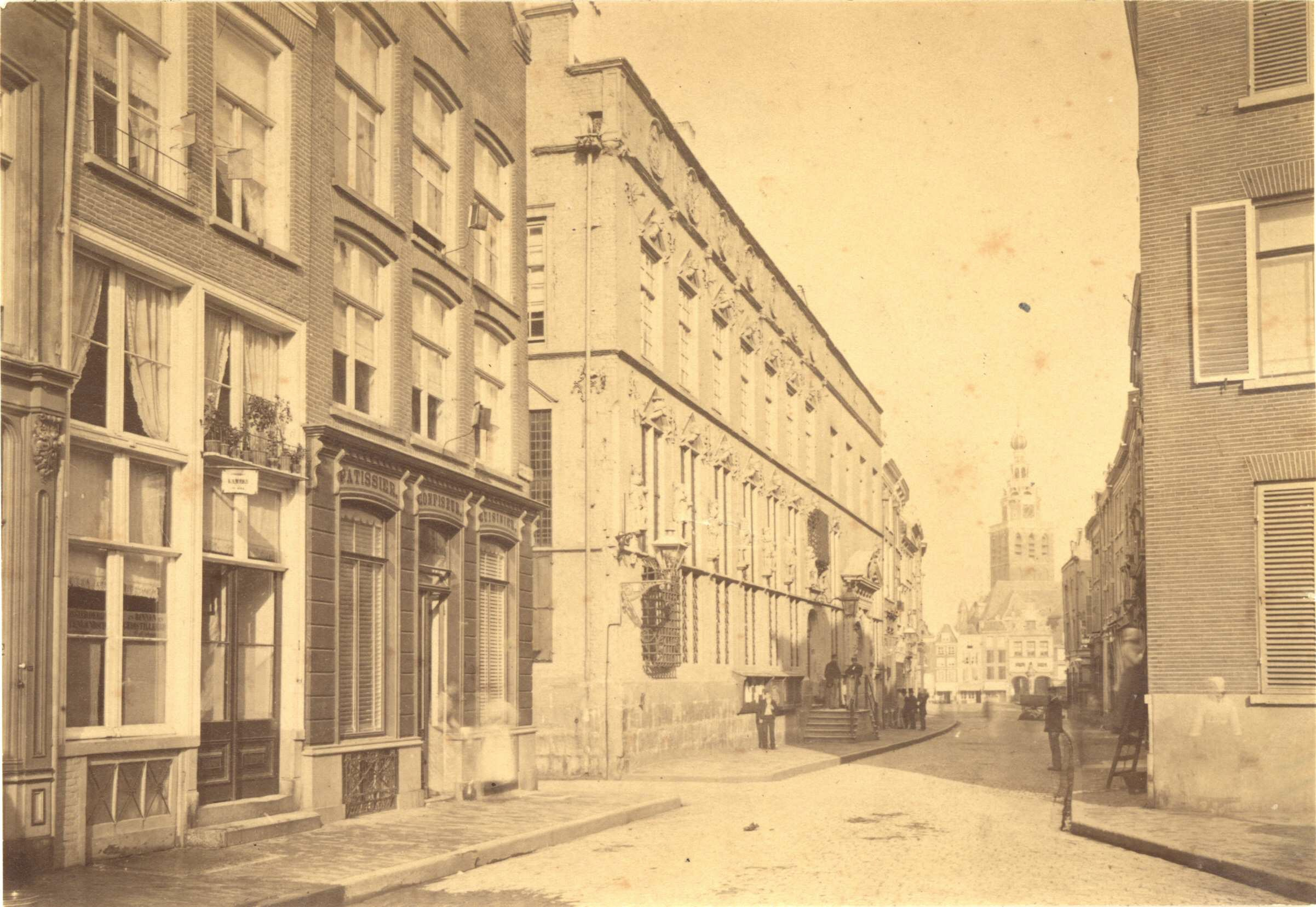
De Burchtstraat in 1885, met links in het midden de afslag naar de Lange Nieuwstraat
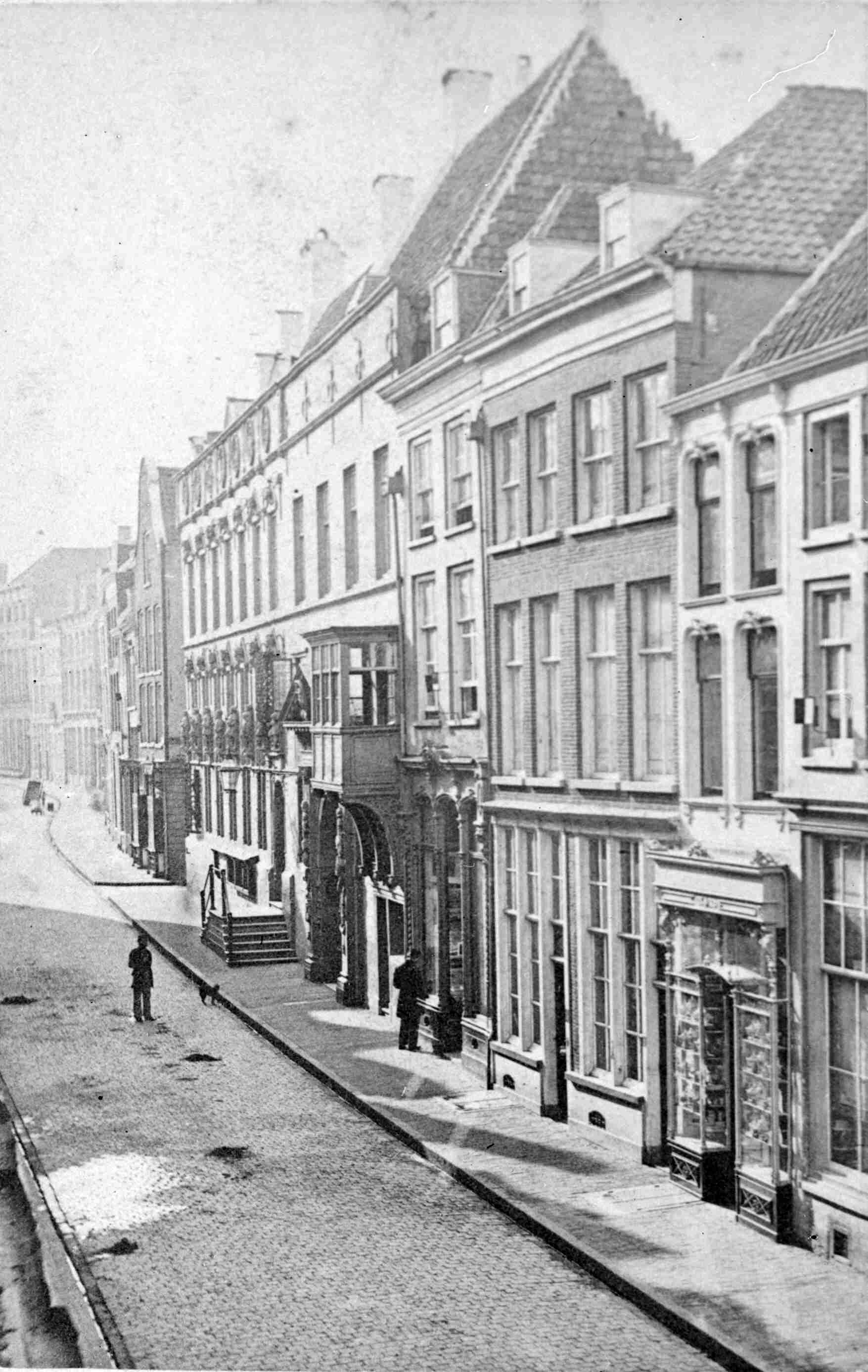
Burchtstraat in 1890, gezien in de richting van het Kelfkensbos; rechts het Stadhuis
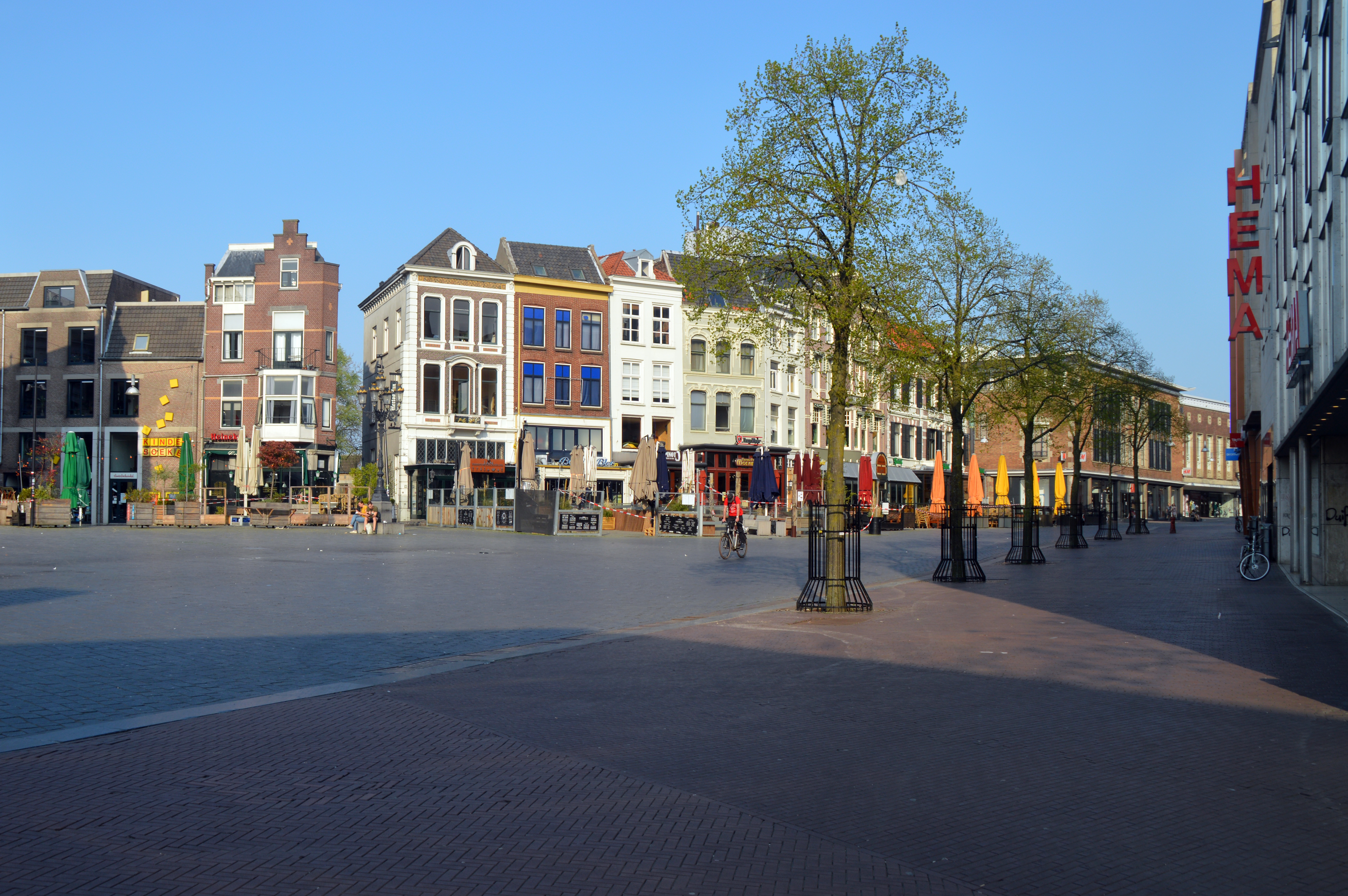
Grote Markt, zicht richting Burchtstraat, 2020
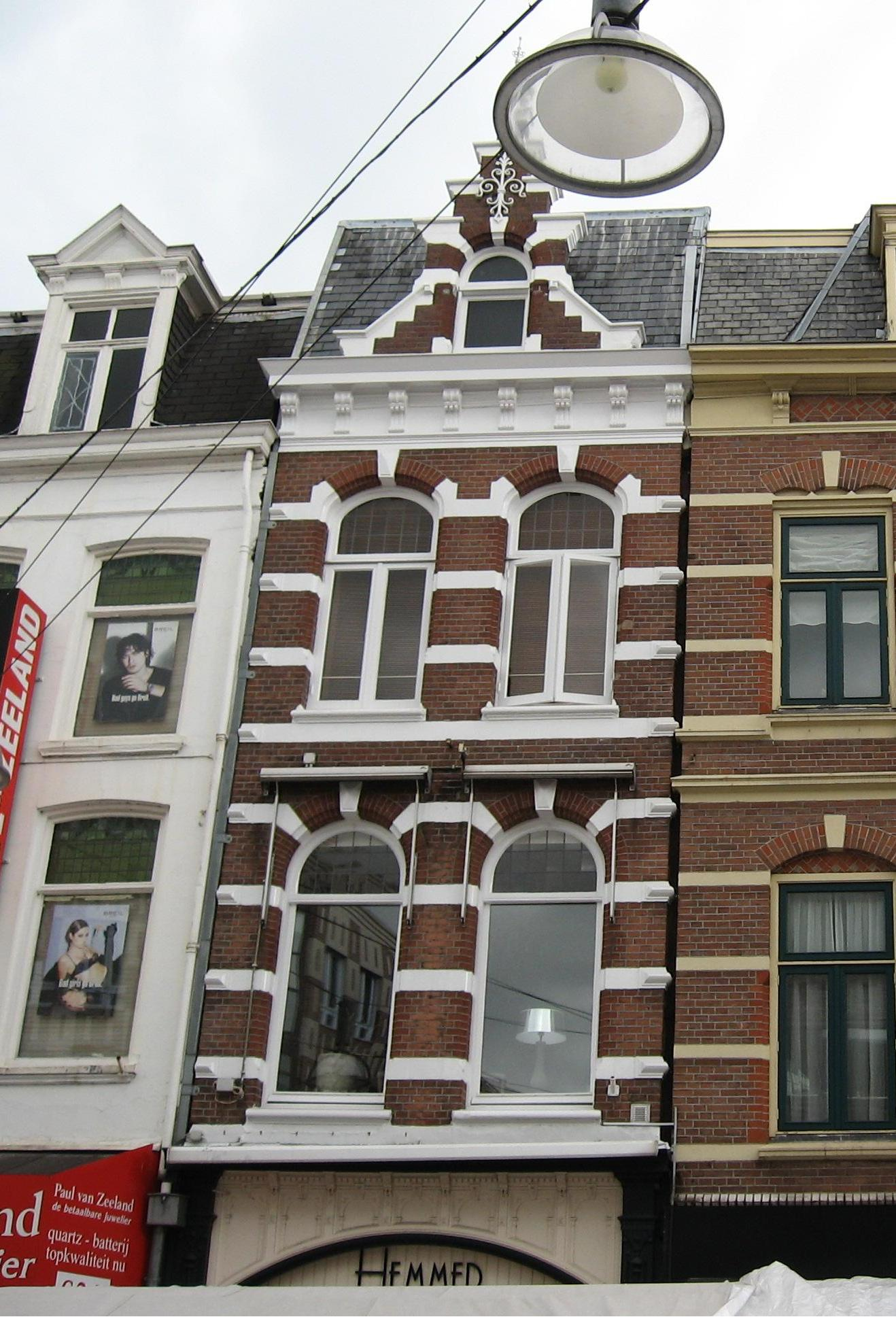
Burchtstraat 57
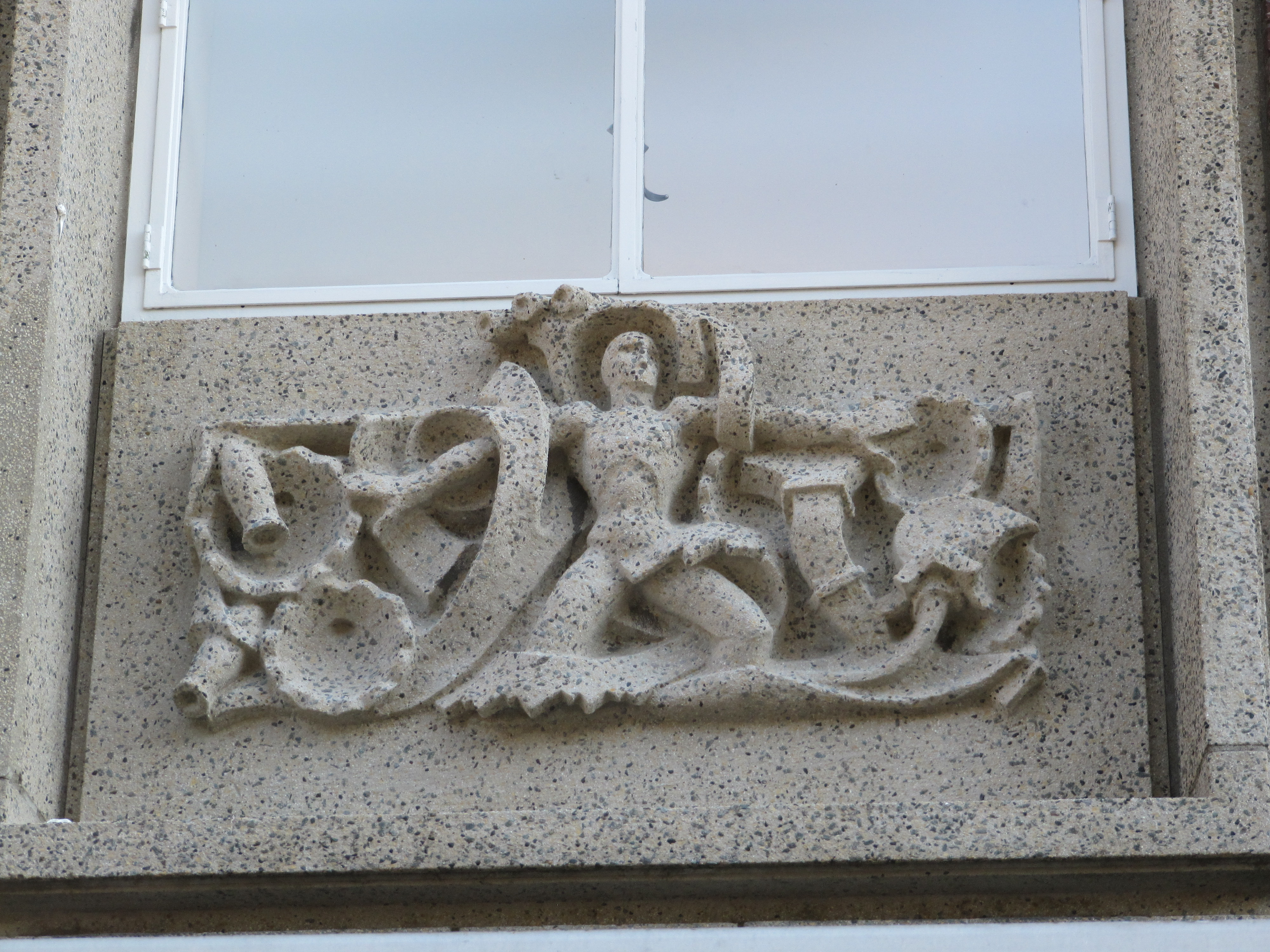
Reliëf van Maris aan de gevel van Burchtstraat 3
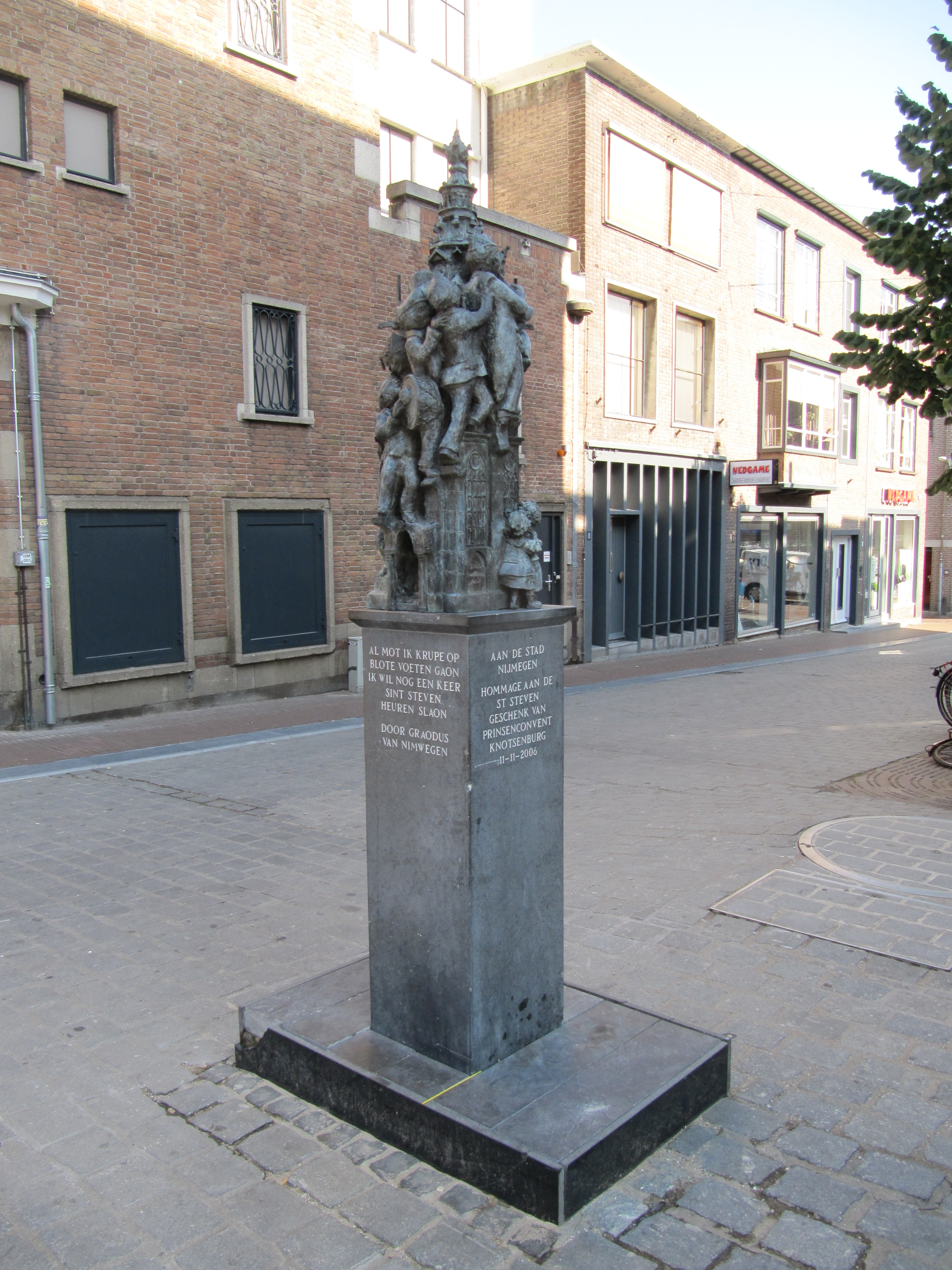
Sculptuur van Toon Heijmans 'Al mot ik krupe....'